# Liste der Träger des Ritterkreuzes des Eisernen Kreuzes der Kampfflieger
Die Liste der Ritterkreuzträger der Kampfflieger der Luftwaffe beinhaltet Kampfflieger der deutschen Luftwaffe der Wehrmacht, die während des Luftkrieges im Zweiten Weltkrieg mit dem Ritterkreuz des Eisernen Kreuzes ausgezeichnet wurden.

## Kampfflieger der Luftwaffe
Unter dem Begriff Kampfflieger verstand man in der Luftwaffe Besatzungsangehörige von Bombenflugzeugen, die in Kampfgeschwadern flogen.

## Liste

### A
| Name              | Lebensdaten | Dienstgrad    | Ritterkreuz            | Eichenlaub | Schwerter | Bemerkungen                                             | Bild |
| ----------------- | ----------- | ------------- | ---------------------- | ---------- | --------- | ------------------------------------------------------- | ---- |
| Josef Abrahamczik | 1920–1996   | Oberleutnant  | 29. Februar 1944       |            |           | Staffelkapitän der 12. Staffel des Kampfgeschwaders 51  |      |
| Georg Ackermann   | 1918–2007   | Leutnant      | 28. Februar 1945       |            |           | Staffelkapitän der 5. Staffel des Kampfgeschwaders 53   |      |
| Reinhard Aigen    | 1913–1943   | Oberfeldwebel | 9. Juni 1944 (posthum) |            |           | Bordmechaniker in der 7. Staffel des Kampfgeschwaders 4 |      |
| Paul Ammann       | 1920–1981   | Oberfeldwebel | 12. März 1945          |            |           | Flugzeugführer in der 3. Staffel des Kampfgeschwaders 4 |      |
| Ernst Andres      | 1921–1945   | Oberleutnant  | 20. April 1944         |            |           | Staffelkapitän der Stabsstaffel des Kampfgeschwaders 2  |      |
| Karl Angerstein   | 1890–1985   | Oberst        | 2. November 1940       |            |           | Geschwaderkommodore des Kampfgeschwaders 1              |      |
| Wilhelm Antrup    | 1910–1984   | Major         | 22. November 1942      |            |           | Staffelkapitän im Kampfgeschwader 55                    |      |

### B
| Name                            | Lebensdaten         | Dienstgrad    | Ritterkreuz                | Eichenlaub        | Schwerter       | Bemerkungen                                               | Bild |
| ------------------------------- | ------------------- | ------------- | -------------------------- | ----------------- | --------------- | --------------------------------------------------------- | ---- |
| Alfred Banholzer                | 1912–1980           | Hauptmann     | 14. Januar 1945            |                   |                 | Staffelkapitän der 1. Staffel des Kampfgeschwaders 55     |      |
| Eitel-Albert Barth              | 1915–2004           | Hauptmann     | 24. März 1943              |                   |                 | Staffelkapitän der 4. Staffel des Kampfgeschwaders 55     |      |
| Siegfried Barth                 | 1916–1997           | Hauptmann     | 2. Oktober 1942            |                   |                 | Staffelkapitän der 4. Staffel des Kampfgeschwaders 51     |      |
| Hansgeorg Bätcher               | 1914–2003           | Hauptmann     | 21. Dezember 1942          | 24. März 1944     |                 | Staffelkapitän der 1. Staffel des Kampfgeschwaders 100    |      |
| Werner Baumbach                 | 1916–1953           | Leutnant      | 8. Mai 1940                | 14. Juli 1941     | 16. August 1942 | Flugzeugführer in der 5. Staffel des Kampfgeschwaders 30  |      |
| Erich Baumgartl                 | 1918–1944           | Oberleutnant  | 31. Juli 1943              |                   |                 | Staffelkapitän der 9. Staffel des Lehrgeschwaders 1       |      |
| Horst Beeger                    | 1913–2005           | Oberleutnant  | 23. November 1941          |                   |                 | Staffelkapitän der 3. Staffel des Lehrgeschwaders 1       |      |
| Karl Hans Baier                 | 1919–2007           | Oberleutnant  | 6. Dezember 1944           |                   |                 | Stab/I.Gruppe des Kampfgeschwaders 3                      |      |
| Hans Wilhelm Bender             | 1916–1992           | Oberfeldwebel | 8. September 1941          |                   |                 | Flugzeugführer in der 5. Staffel des Kampfgeschwaders 3   |      |
| Hans Bennemann                  | 1921–1993           | Oberleutnant  | 26. März 1944              |                   |                 | Staffelkapitän der 5. Staffel des Kampfgeschwaders 55     |      |
| Mathias Bermadinger             | 1919–1944           | Oberleutnant  | 5. April 1944 (posthum)    |                   |                 | Staffelkapitän der 14. Staffel des Kampfgeschwaders 55    |      |
| Hans-Wilhelm Bertram            | 1918–2007           | Hauptmann     | 14. Januar 1945            |                   |                 | Staffelkapitän der 3. Staffel des Kampfgeschwaders 6      |      |
| Siegfried Betke                 | 1917–1988           | Oberleutnant  | 8. August 1944             |                   |                 | Staffelkapitän der 9. Staffel des Kampfgeschwaders 26     |      |
| Hans-Henning Freiherr von Beust | 1913–1991           | Hauptmann     | 17. September 1941         | 25. November 1943 |                 | Gruppenkommandeur der III. Gruppe des Kampfgeschwaders 27 |      |
| Ernst Freiherr von Bibra        | 1910–1943           | Major         | 23. Dezember 1942          |                   |                 | Gruppenkommandeur der III. Gruppe des Kampfgeschwaders 51 |      |
| Günther Bierbrauer              | 1922–2019           | Oberfeldwebel | 17. April 1945             |                   |                 | Flugzeugführer in der 14. Staffel des Kampfgeschwaders 27 |      |
| Otto Bischoff                   | 1915–1942 (posthum) | Oberleutnant  | 3. Mai 1942                |                   |                 | Staffelkapitän der 4. Staffel des Kampfgeschwaders 77     |      |
| Erich Bloedorn                  | 1902–1975           | Major         | 13. Oktober 1940           |                   |                 | Gruppenkommandeur der III. Gruppe des Kampfgeschwaders 4  |      |
| Heinrich Boecker                | 1912–1987           | Hauptmann     | 19. Februar 1944           |                   |                 | Staffelkapitän der 12. Staffel des Lehrgeschwaders 1      |      |
| Alfred Bollmann                 | 1905–1978           | Major         | 29. Oktober 1944           |                   |                 | Gruppenkommandeur der III. Gruppe des Kampfgeschwaders 55 |      |
| Johann Boos                     | 1915–2003           | Oberfeldwebel | 9. Oktober 1943            |                   |                 | Flugzeugführer in der 9. Staffel des Kampfgeschwaders 55  |      |
| Ernst Bormann                   | 1897–1960           | Oberst        | 24. April 1941             |                   |                 | Geschwaderkommodore des Kampfgeschwaders 76               |      |
| Willy Bornschein                | 1914–1944           | Oberleutnant  | 24. September 1942         |                   |                 | Stab/II.Gruppe des Kampfgeschwaders 2                     |      |
| Walter Bradel                   | 1911–1943           | Hauptmann     | 17. September 1941         |                   |                 | Staffelkapitän der 9. Staffel des Kampfgeschwaders 2      |      |
| Max Brandenburg                 | 1919–2014           | Feldwebel     | 11. Juni 1944              |                   |                 | Flugzeugführer in der 5. Staffel des Kampfgeschwaders 100 |      |
| Wilhelm Braun                   | 1920–1994           | Feldwebel     | 9. Juni 1944               |                   |                 | Flugzeugführer in der 4. Staffel des Kampfgeschwaders 55  |      |
| Wilhelm Brennecke               | 1918–1998           | Oberfeldwebel | 26. März 1944              |                   |                 | Stab/II.Gruppe des Kampfgeschwaders 55                    |      |
| Gerhard Brenner                 | 1918–1944           | Leutnant      | 5. Juli 1941               |                   |                 | Flugzeugführer in der 2. Staffel des Lehrgeschwaders 1    |      |
| Peter-Paul Breu                 | 1915–2001           | Hauptmann     | 2. Oktober 1942            |                   |                 | Gruppenkommandeur der II. Gruppe des Kampfgeschwaders 3   |      |
| Eduard Brogsitter               | 1920–2002           | Oberleutnant  | 24. März 1943              |                   |                 | Staffelkapitän der 12. Staffel des Kampfgeschwaders 76    |      |
| Peter Broich                    | 1914–1995           | Oberfeldwebel | 24. September 1942         |                   |                 | Flugzeugführer in der 12. Staffel des Kampfgeschwaders 2  |      |
| Wolfgang Brückner               | 1920–1944           | Oberleutnant  | 5. Dezember 1943 (posthum) |                   |                 | Staffelkapitän der 3. Staffel des Kampfgeschwaders 1      |      |
| Alfred Bülowius                 | 1892–1968           | Oberst        | 4. Juli 1940               |                   |                 | Geschwaderkommodore des Lehrgeschwaders 1                 |      |

### C
| Name                             | Lebensdaten | Dienstgrad    | Ritterkreuz                 | Eichenlaub | Schwerter | Bemerkungen                                               | Bild |
| -------------------------------- | ----------- | ------------- | --------------------------- | ---------- | --------- | --------------------------------------------------------- | ---- |
| Kurt Campesius                   | 1919–1958   | Hauptmann     | 30. November 1944           |            |           | Gruppenkommandeur der III. Gruppe des Kampfgeschwaders 66 |      |
| Wolfgang von Chamier-Glisczinski | 1894–1943   | Oberst        | 6. Oktober 1940             |            |           | Geschwaderkommodore des Kampfgeschwaders 3                |      |
| Karl Christmann                  | 1912–1944   | Oberfeldwebel | 5. April 1944               |            |           | Flugzeugführer in der 6. Staffel des Kampfgeschwaders 53  |      |
| Paul Claas                       | 1908–1943   | Major         | 14. März 1943               |            |           | Gruppenkommandeur der I. Gruppe des Kampfgeschwaders 100  |      |
| Dieter-Hans Clemm von Hohenberg  | 1915–1944   | Major         | 18. November 1944 (posthum) |            |           | Gruppenkommandeur der I. Gruppe des Lehrgeschwaders 1     |      |
| Gerhard Conrad                   | 1892–1982   | Oberst        | 24. Mai 1940                |            |           | Geschwaderkommodore des Kampfgeschwaders 28               |      |
| Udo Cordes                       | 1921–2007   | Leutnant      | 7. November 1942            |            |           | Flugzeugführer in der 9. Staffel des Kampfgeschwaders 3   |      |
| Heinz Cramer                     | 1911–2003   | Hauptmann     | 18. September 1940          |            |           | Gruppenkommandeur der II. Gruppe des Lehrgeschwaders 1    |      |
| Arved Crüger                     | 1911–1942   | Hauptmann     | 14. Juni 1940               |            |           | Staffelkapitän der 5. Staffel des Kampfgeschwaders 30     |      |
| Gerhard Czernik                  | 1913–1941   | Oberleutnant  | 16. Mai 1941                |            |           | Staffelkapitän der 6. Staffel des Kampfgeschwaders 2      |      |

### D
| Name              | Lebensdaten | Dienstgrad    | Ritterkreuz      | Eichenlaub     | Schwerter | Bemerkungen                                                    | Bild |
| ----------------- | ----------- | ------------- | ---------------- | -------------- | --------- | -------------------------------------------------------------- | ---- |
| Kurt Dahlmann     | 1918–2017   | Major         | 11. Juni 1944    | 8. Januar 1945 |           | Gruppenkommandeur der I. Gruppe des Schnellkampfgeschwaders 10 |      |
| Edmund Daser      | 1908–1974   | Hauptmann     | 21. Februar 1941 |                |           | Staffelkapitän der 1. Staffel des Kampfgeschwaders 40          |      |
| Oskar Dettke      | 1913–1967   | Hauptmann     | 7. April 1945    |                |           | Staffelkapitän der 9. Staffel des Kampfgeschwaders 55          |      |
| Gerhard Dietrich  | 1917–1982   | Unteroffizier | 9. Juni 1944     |                |           | Flugzeugführer in der 4. Staffel des Kampfgeschwaders 55       |      |
| Wilhelm Dipberger | 1918–2005   | Oberfeldwebel | 9. Januar 1945   |                |           | Beobachter im Stab/Kampfgeschwader 6                           |      |
| Fritz Doench      | 1904–1942   | Major         | 19. Juni 1940    |                |           | Gruppenkommandeur der I. Gruppe des Kampfgeschwaders 30        |      |
| Wilhelm Döring    | 1918–1955   | Leutnant      | 19. Februar 1943 |                |           | Beobachter in der 2. Staffel des Kampfgeschwaders 53           |      |
| Johann Dreher     | 1920–1945   | Oberleutnant  | 5. April 1944    |                |           | Staffelkapitän in der 5. Staffel des Kampfgeschwaders 53       |      |
| Wilhelm Dürbeck   | 1912–1941   | Hauptmann     | 3. Dezember 1940 |                |           | Staffelkapitän der 8. Staffel des Lehrgeschwaders 1            |      |

### E
| Name                  | Lebensdaten | Dienstgrad   | Ritterkreuz              | Eichenlaub | Schwerter | Bemerkungen                                              | Bild |
| --------------------- | ----------- | ------------ | ------------------------ | ---------- | --------- | -------------------------------------------------------- | ---- |
| Ernst Ebeling         | 1919–1991   | Hauptmann    | 20. März 1945            |            |           | Stab/Kampfgeschwader 53                                  |      |
| Hans Eberbach         | 1921–1944   | Oberleutnant | 8. August 1944 (posthum) |            |           | Flugzeugführer in der 6. Staffel des Kampfgeschwaders 76 |      |
| Otto Eichloff         | 1916–1987   | Feldwebel    | 16. August 1940          |            |           | Flugzeugführer in der 4. Staffel des Kampfgeschwaders 30 |      |
| Otto Engel            | 1919–2011   | Leutnant     | 28. Februar 1945         |            |           | Flugzeugführer in der 5. Staffel des Kampfgeschwaders 53 |      |
| Alfred Enssle         | 1912–1989   | Hauptmann    | 31. Dezember 1943        |            |           | Staffelkapitän der 3. Staffel des Kampfgeschwaders 76    |      |
| Helmut Peter Ermoneit | 1919–1989   | Oberleutnant | 8. August 1944           |            |           | Stab/II. Gruppe des Kampfgeschwaders 4                   |      |

### F
| Name                      | Lebensdaten | Dienstgrad   | Ritterkreuz                 | Eichenlaub        | Schwerter | Bemerkungen                                              | Bild |
| ------------------------- | ----------- | ------------ | --------------------------- | ----------------- | --------- | -------------------------------------------------------- | ---- |
| Ernst Fach                | 1912–1943   | Hauptmann    | 3. September 1943 (posthum) |                   |           | Staffelkapitän der 9. Staffel des Kampfgeschwaders 3     |      |
| Georg Fanderl             | 1917–1953   | Feldwebel    | 24. Januar 1942             |                   |           | Flugzeugführer in der 1. Staffel des Kampfgeschwaders 51 |      |
| Karl-August von der Fecht | 1914–1976   | Hauptmann    | 30. Januar 1942             |                   |           | Staffelkapitän der 2. Staffel des Kampfgeschwaders 3     |      |
| Martin Fiebig             | 1891–1947   | Oberst       | 8. Mai 1940                 | 23. Dezember 1942 |           | Geschwaderkommodore des Kampfgeschwaders 4               |      |
| Johannes Fink             | 1895–1981   | Oberst       | 20. Juni 1940               |                   |           | Geschwaderkommodore des Kampfgeschwaders 2               |      |
| Adolf Fischbach           | 1920–1972   | Oberleutnant | 29. Februar 1944            |                   |           | Staffelkapitän der 4. Staffel des Kampfgeschwaders 27    |      |
| Willy Flechner            | 1908–1944   | Hauptmann    | 13. August 1942             |                   |           | Staffelkapitän der 5. Staffel des Kampfgeschwaders 30    |      |
| Fritz Fliegel             | 1907–1941   | Hauptmann    | 25. März 1941               |                   |           | Gruppenkommandeur der I. Gruppe des Kampfgeschwaders 40  |      |
| Werner Franken            | 1916–1943   | Oberleutnant | 24. März 1943 (posthum)     |                   |           | Stab/I. Gruppe des Kampfgeschwaders 26                   |      |
| Harry Frey                | 1914–1943   | Leutnant     | 5. Dezember 1943 (posthum)  |                   |           | Flugzeugführer in der 7. Staffel des Kampfgeschwaders 76 |      |
| Stefan Fröhlich           | 1889–1978   | Generalmajor | 4. Juli 1940                |                   |           | Geschwaderkommodore des Kampfgeschwaders 76              |      |
| Robert Fuchs              | 1895–1977   | Oberst       | 6. April 1940               |                   |           | Geschwaderkommodore des Kampfgeschwaders 26              |      |
| Helmut Fuhrhop            | 1913–1944   | Major        | 22. November 1943           |                   |           | Gruppenkommandeur der I. Gruppe des Kampfgeschwaders 6   |      |

### G
| Name                                     | Lebensdaten | Dienstgrad    | Ritterkreuz            | Eichenlaub               | Schwerter | Bemerkungen                                               | Bild |
| ---------------------------------------- | ----------- | ------------- | ---------------------- | ------------------------ | --------- | --------------------------------------------------------- | ---- |
| Franz Gapp                               | 1919–2015   | Oberfeldwebel | 18. September 1943     |                          |           | Flugzeugführer in der 8. Staffel des Kampfgeschwaders 6   |      |
| Friedrich-Wilhelm Gehring                | 1913–1945   | Hauptmann     | 28. Februar 1945       |                          |           | Staffelkapitän der 7. Staffel des Kampfgeschwaders 26     |      |
| Herbert Geisler                          | 1912–1995   | Oberfeldwebel | 24. Oktober 1944       |                          |           | Flugzeugführer in der Stabsstaffel des Kampfgeschwaders 4 |      |
| Siegfried Geisler                        | 1912–2003   | Hauptmann     | 20. Juli 1944          |                          |           | Gruppenkommandeur der II. Gruppe des Kampfgeschwaders 76  |      |
| Johannes Geismann                        | 1920–1994   | Leutnant      | 21. Dezember 1942      |                          |           | Flugzeugführer in der 1. Staffel des Kampfgeschwaders 77  |      |
| Joachim Genzow                           | 1915–1989   | Oberleutnant  | 23. März 1941          |                          |           | Staffelkapitän der 4. Staffel des Kampfgeschwaders 2      |      |
| Joachim Gey                              | 1916–1989   | Oberleutnant  | 20. Juni 1943          |                          |           | Staffelkapitän der 6. Staffel des Kampfgeschwaders 3      |      |
| Günther Gläsner                          | 1917–2012   | Oberfeldwebel | 31. Dezember 1943      |                          |           | Bordschütze im Stab/Kampfgeschwader 6                     |      |
| Ernst-Ascan Gobert                       | 1919–1944   | Hauptmann     | 3. April 1944          |                          |           | Gruppenkommandeur der I. Gruppe des Kampfgeschwaders 53   |      |
| Walter Grasemann                         | 1917–2007   | Oberleutnant  | 9. Oktober 1943        |                          |           | Staffelkapitän der 9. Staffel des Kampfgeschwaders 27     |      |
| Dietrich Grassmann                       | 1920–1991   | Hauptmann     | 12. März 1945          |                          |           | Staffelkapitän der 1. Staffel des Kampfgeschwaders 4      |      |
| Siegmund-Ulrich Freiherr von Gravenreuth | 1909–1944   | Oberleutnant  | 24. November 1940      | 9. Januar 1945 (posthum) |           | Flugzeugführer in der 1. Staffel des Kampfgeschwaders 30  |      |
| Carl-Heinz Antonius Greve                | 1920–1998   | Leutnant      | 9. Oktober 1942        |                          |           | Flugzeugführer in der 6. Staffel des Kampfgeschwaders 77  |      |
| Hans Grossendorfer                       | 1914–1943   | Oberleutnant  | 6. März 1944           |                          |           | Flugzeugführer in der 7. Staffel des Kampfgeschwaders 53  |      |
| Ludwig Grözinger                         | 1914–1945   | Hauptmann     | 15. November 1942      |                          |           | Staffelkapitän der 3. Staffel des Kampfgeschwaders 53     |      |
| Heinrich Albrecht Güntner                | 1913–1944   | Hauptmann     | 9. Juni 1944 (posthum) |                          |           | Staffelkapitän der 7. Staffel des Kampfgeschwaders 27     |      |
| Reinhard Günzel                          | 1907–1970   | Hauptmann     | 17. September 1941     | 22. Januar 1943          |           | Gruppenkommandeur der II. Gruppe des Kampfgeschwaders 27  |      |
| Heinz Gutmann                            | 1919–1945   | Oberleutnant  | 5. April 1944          |                          |           | Flugzeugführer in der 3. Staffel des Kampfgeschwaders 53  |      |

### H
| Name                  | Lebensdaten | Dienstgrad     | Ritterkreuz                 | Eichenlaub        | Schwerter          | Bemerkungen                                               | Bild |
| --------------------- | ----------- | -------------- | --------------------------- | ----------------- | ------------------ | --------------------------------------------------------- | ---- |
| Klaus Häberlen        | 1916–2002   | Hauptmann      | 20. Juni 1943               |                   |                    | Gruppenkommandeur der I. Gruppe des Kampfgeschwaders 51   |      |
| Joachim Hahn          | 1903–1942   | Oberstleutnant | 21. Oktober 1940            |                   |                    | Gruppenkommandeur der Kampfgruppe 606                     |      |
| Rudolf Hallensleben   | 1916–1945   | Oberstleutnant | 29. Oktober 1943            |                   |                    | Geschwaderkommodore des Kampfgeschwaders 76               |      |
| Herbert Hampe         | 1913–1999   | Oberfeldwebel  | 5. April 1944               |                   |                    | Flugzeugführer in der 4. Staffel des Kampfgeschwaders 3   |      |
| Wolfgang Hankammer    | 1920–1945   | Hauptmann      | 29. Oktober 1944            |                   |                    | Staffelkapitän der 6. Staffel des Kampfgeschwaders 2      |      |
| Georg Hanke           | 1914–1993   | Oberfeldwebel  | 26. März 1944               |                   |                    | Flugzeugführer in der 6. Staffel des Kampfgeschwaders 76  |      |
| Martin Harlinghausen  | 1902–1986   | Major          | 4. Mai 1940                 | 31. Januar 1941   |                    | Chef des Generalstabes des X. Fliegerkorps                |      |
| Friedrich Harries     | 1908–1970   | Oberleutnant   | 24. März 1944               |                   |                    | Flugzeugführer in der 7. Staffel des Kampfgeschwaders 76  |      |
| Rolf Hart             | 1921–1943   | Leutnant       | 15. Oktober 1942            |                   |                    | Flugzeugführer in der 9. Staffel des Kampfgeschwaders 1   |      |
| Karl Haupt            | 1916–1944   | Oberfeldwebel  | 3. Februar 1943             |                   |                    | Flugzeugführer in der 8. Staffel des Kampfgeschwaders 3   |      |
| Hellmuth Hauser       | 1916–2004   | Hauptmann      | 23. Dezember 1942           |                   |                    | Staffelkapitän der 5. Staffel des Kampfgeschwaders 51     |      |
| Engelbrecht Heiner    | 1914–1945   | Oberfeldwebel  | 9. Dezember 1942            |                   |                    | Flugzeugführer in der 9. Staffel des Kampfgeschwaders 27  |      |
| Erich Heinrichs       | 1912–1941   | Oberleutnant   | 22. Juni 1941 (posthum)     |                   |                    | Stab/I. Gruppe des Kampfgeschwaders 54                    |      |
| Kurt Heintz           | 1912–1944   | Hauptmann      | 17. Oktober 1942            |                   |                    | Staffelkapitän der 9. Staffel des Lehrgeschwaders 1       |      |
| Hanns Heise           | 1913–1992   | Hauptmann      | 3. September 1942           |                   |                    | Gruppenkommandeur der IV. Gruppe des Kampfgeschwaders 76  |      |
| Joachim Helbig        | 1915–1985   | Hauptmann      | 24. November 1940           | 16. Januar 1942   | 28. September 1942 | Staffelkapitän der 4. Staffel des Lehrgeschwaders 1       |      |
| Rudolf Henne          | 1913–1962   | Hauptmann      | 12. April 1942              |                   |                    | Staffelkapitän der 9. Staffel des Kampfgeschwaders 51     |      |
| Konrad Hennemann      | 1920–1942   | Leutnant       | 3. September 1942 (posthum) |                   |                    | Flugzeugführer in der 1. Staffel des Kampfgeschwaders 26  |      |
| Horst Henning         | 1917–1944   | Oberfeldwebel  | 22. Mai 1942                |                   |                    | Flugzeugführer in der 1. Staffel des Kampfgeschwaders 77  |      |
| Eberhard Hennings     | 1912–1942   | Hauptmann      | 14. Mai 1942 (posthum)      |                   |                    | Staffelkapitän der 10. Staffel des Kampfgeschwaders 4     |      |
| Erich Herkner         | 1915–1945   | Leutnant       | 6. Dezember 1944            |                   |                    | Flugzeugführer in der 14. Staffel des Kampfgeschwaders 55 |      |
| Benno Herrmann        | 1918–1999   | Oberleutnant   | 19. Juni 1942               |                   |                    | Staffelkapitän der 4. Staffel des Kampfgeschwaders 76     |      |
| Hans Joachim Herrmann | 1913–2010   | Oberleutnant   | 13. Oktober 1940            |                   |                    | Staffelkapitän der 7. Staffel des Kampfgeschwaders 4      |      |
| Ernst Hetzel          | 1910–1973   | Major          | 20. April 1945              |                   |                    | Stab des Kampfgeschwaders 100                             |      |
| Wilhelm Heute         | 1914–1944   | Hauptmann      | 5. Februar 1944             |                   |                    | Staffelkapitän der 8. Staffel des Kampfgeschwaders 54     |      |
| Walter Hildebrand     | 1914–1944   | Hauptmann      | 6. April 1944 (posthum)     |                   |                    | Staffelkapitän der 3. Staffel des Kampfgeschwaders 26     |      |
| Claus Hinkelbein      | 1909–1967   | Major          | 19. Juni 1940               |                   |                    | Gruppenkommandeur der II. Gruppe des Kampfgeschwaders 30  |      |
| Ernst Hinrichs        | 1916–2009   | Oberleutnant   | 25. Juli 1942               |                   |                    | Flugzeugführer in der 2. Staffel des Kampfgeschwaders 51  |      |
| Karl-Heinrich Höfer   | 1911–1996   | Hauptmann      | 14. September 1943          | 18. November 1944 |                    | Gruppenkommandeur der II. Gruppe des Kampfgeschwaders 55  |      |
| Kuno Hoffmann         | 1907–1944   | Hauptmann      | 14. Juni 1941               |                   |                    | Gruppenkommandeur der I. Gruppe des Lehrgeschwaders 1     |      |
| Karl Höflinger        | 1917–1941   | Leutnant       | 7. März 1941                |                   |                    | Flugzeugführer in der 9. Staffel des Kampfgeschwaders 77  |      |
| Hermann Hogeback      | 1914–2004   | Hauptmann      | 8. September 1941           | 20. Februar 1943  |                    | Staffelkapitän der 9. Staffel des Lehrgeschwaders 1       |      |
| Otto Höhne            | 1895–1969   | Oberstleutnant | 5. September 1940           |                   |                    | Geschwaderkommodore des Kampfgeschwaders 54               |      |
| Georg Holle           | 1920–1943   | Oberleutnant   | 3. April 1943 (posthum)     |                   |                    | Staffelkapitän der 2. Staffel des Kampfgeschwaders 51     |      |
| Hans Hormann          | 1913–2004   | Oberfeldwebel  | 5. Dezember 1943            |                   |                    | Flugzeugführer in der 1. Staffel des Kampfgeschwaders 100 |      |
| Alois Hulha           | 1921–1983   | Oberleutnant   | 17. März 1945               |                   |                    | Flugzeugführer in der 6. Staffel des Kampfgeschwaders 53  |      |
| Heinrich Hunger       | 1918–1941   | Leutnant       | 5. Juli 1941                |                   |                    | Flugzeugführer in der Stabsstaffel des Kampfgeschwaders 2 |      |

### I
| Name                | Lebensdaten | Dienstgrad    | Ritterkreuz     | Eichenlaub | Schwerter | Bemerkungen                                          | Bild |
| ------------------- | ----------- | ------------- | --------------- | ---------- | --------- | ---------------------------------------------------- | ---- |
| Ernst-Wilhelm Ihrig | 1915–1942   | Oberleutnant  | 14. August 1941 |            |           | Staffelkapitän der 3. Staffel des Kampfgeschwaders 3 |      |
| Wilhelm Illg        | 1911–1968   | Oberfeldwebel | 1. Oktober 1940 |            |           | Beobachter in der 9. Staffel des Kampfgeschwaders 76 |      |

### J
| Name                             | Lebensdaten         | Dienstgrad   | Ritterkreuz            | Eichenlaub | Schwerter | Bemerkungen                                               | Bild |
| -------------------------------- | ------------------- | ------------ | ---------------------- | ---------- | --------- | --------------------------------------------------------- | ---- |
| Hans-Joachim von Wangelin Jacoby | 1914–1942           | Oberleutnant | 19. September 1942     |            |           | Flugzeugführer in der 1. Staffel des Kampfgeschwaders 77  |      |
| Erich Jeckstat                   | 1919–1958           | Feldwebel    | 14. März 1943          |            |           | Flugzeugführer in der 1. Staffel des Kampfgeschwaders 100 |      |
| Heinz Jente                      | 1919–1986           | Oberleutnant | 29. Oktober 1943       |            |           | Staffelkapitän der 2. Staffel des Kampfgeschwaders 26     |      |
| Wolf Jödicke                     | 1913–1968           | Major        | 5. Februar 1944        |            |           | Gruppenkommandeur der I. Gruppe des Kampfgeschwaders 3    |      |
| Günther Jolitz                   | 1920–1944           | Oberleutnant | 9. Juli 1944 (posthum) |            |           | Staffelkapitän der 9. Staffel des Lehrgeschwaders 1       |      |
| Bernhard Jope                    | 1914–1995           | Oberleutnant | 30. Dezember 1940      |            |           | Flugzeugführer in der 2. Staffel des Kampfgeschwaders 40  |      |
| Georg Juditzki                   | 1919–2007           | Leutnant     | 9. November 1944       |            |           | Stab/I. Gruppe des Kampfgeschwaders 53                    |      |
| Siegfried Jungklaus              | 1914–1943 (posthum) | Hauptmann    | 3. September 1943      |            |           | Gruppenkommandeur der III. Gruppe des Kampfgeschwaders 3  |      |

### K
| Name              | Lebensdaten | Dienstgrad     | Ritterkreuz        | Eichenlaub | Schwerter | Bemerkungen                                              | Bild |
| ----------------- | ----------- | -------------- | ------------------ | ---------- | --------- | -------------------------------------------------------- | ---- |
| Konrad Kahl       | 1912–1968   | Hauptmann      | 18. August 1942    |            |           | Gruppenkommandeur der I. Gruppe des Kampfgeschwaders 30  |      |
| Helmuth Kahle     | 1915–1978   | Oberfeldwebel  | 9. Juni 1944       |            |           | Flugzeugführer in der 3. Staffel des Kampfgeschwaders 4  |      |
| Adalbert Karbe    | 1913–1942   | Oberleutnant   | 12. November 1941  |            |           | Gruppenkommandeur der I. Gruppe des Kampfgeschwaders 55  |      |
| Hans Keppler      | 1912–1943   | Major          | 20. August 1942    |            |           | Gruppenkommandeur der III. Gruppe des Kampfgeschwaders 1 |      |
| Karl Kessel       | 1912–1997   | Oberstleutnant | 24. Januar 1944    |            |           | Geschwaderkommodore des Kampfgeschwaders 2               |      |
| Rudolf Kiel       | 1911–2003   | Hauptmann      | 20. Dezember 1941  |            |           | Gruppenkommandeur der I. Gruppe des Kampfgeschwaders 55  |      |
| Alfred Kindler    | 1915–2000   | Hauptmann      | 29. Oktober 1943   |            |           | Staffelkapitän der 2. Staffel des Kampfgeschwaders 77    |      |
| Walter Kipfmüller | 1920–1991   | Hauptmann      | 24. September 1942 |            |           | Staffelkapitän der 6. Staffel des Kampfgeschwaders 2     |      |
| Hans Kirn         | 1920–2007   | Oberfeldwebel  | 29. Februar 1944   |            |           | Flugzeugführer in der IV. Gruppe des Kampfgeschwaders 6  |      |
| Heinrich Klein    | 1913–1982   | Hauptmann      | 10. Januar 1943    |            |           | Staffelkapitän der 2. Staffel des Kampfgeschwaders 27    |      |
| Friedrich Kless   | 1906–1994   | Major          | 14. Oktober 1940   |            |           | Staffelkapitän der 3. Staffel des Kampfgeschwaders 55    |      |

### M
| Name              | Lebensdaten | Dienstgrad     | Ritterkreuz       | Eichenlaub | Schwerter | Bemerkungen                                 | Bild |
| ----------------- | ----------- | -------------- | ----------------- | ---------- | --------- | ------------------------------------------- | ---- |
| Walter Marienfeld | 1904–1944   | Oberstleutnant | 27. November 1941 |            |           | Geschwaderkommodore des Kampfgeschwaders 54 |      |

### Q
| Name          | Lebensdaten | Dienstgrad   | Ritterkreuz       | Eichenlaub | Schwerter | Bemerkungen                                               | Bild |
| ------------- | ----------- | ------------ | ----------------- | ---------- | --------- | --------------------------------------------------------- | ---- |
| Horst Quednau | 1917–1969   | Oberleutnant | 3. September 1942 |            |           | Flugzeugführer in der 12. Staffel des Kampfgeschwaders 27 |      |